# Microvoluntariado
El microvoluntariado describe una tarea realizada por un voluntario, o por un equipo de voluntarios, sin recibir pago a cambio, tanto online a través de un dispositivo conectado a internet, como offline en pequeños espacios de tiempo, y generalmente con el objetivo de servir a una organización sin ánimo de lucro, caritativa, y de tipo gubernamental o no gubernamental. El microvoluntariado es obviamente y en general, una forma de voluntariado en línea; habitualmente no requiere un proceso de inscripción, selección y formación, sino solo pocos minutos o escasas horas para llegar a serlo, y tampoco requiere un compromiso permanente por parte de los voluntarios.
Las Naciones Unidas tiene un servicio de Voluntariado en línea que fue Inaugurado en el año 2000, y desde entonces, miles de personas dispuestas a convertirse en voluntarios en línea se han registrado para ayudar a las organizaciones que trabajan por el desarrollo, en numerosas ocasiones realizando tareas de microvoluntariado. Este servicio gratuito operó solamente en inglés en los primeros años; sin embargo, desde 2008 el servicio opera también en español y francés. Las organizaciones sin ánimo de lucro y las instituciones públicas tales como museos e institutos de investigaciones, pueden registrarse gratuitamente para recibir el apoyo de los voluntarios en línea de la ONU en tareas de microvoluntariado. Ejemplos de microtareas que los voluntarios realizan a través del servicio del programa Voluntarios de las Naciones Unidas, son por ejemplo, etiquetar imágenes en bases de datos para poder encontrar archivos más fácilmente, o transcribir manuscritos de manera que puedan ser leídos por máquinas de búsqueda y así facilitar las investigaciones, etcétera, etcétera, etcétera.
En Norteamérica, el microvoluntariado se ha practicado en general de modo informal y ad hoc, tratando que los voluntarios participen en actividades no lucrativas de corto plazo, y desarrollando tareas que exigen un débil compromiso, habitualmente a través de Internet. Específicamente en Estados Unidos, fue la empresa social ‘The Extraordinaries’ basada en San Francisco y fundada en enero de 2008, la que popularizó esta forma de voluntariado a través de una aplicación para teléfono inteligente a comienzos de 2009, aunque con anterioridad, el portal español de microvoluntariado había registrado el término "microvoluntarios" por primera vez en castellano el 27 de noviembre de 2006. Por su parte, ‘Microvoluntarios’ creó la primera plataforma en línea de trabajo y acceso público en mayo de 2008.